# Arrenæs
Arrenæs  er en på 860 hektar stor halvø der fra sydvest går ud i Arresø i Halsnæs Kommune på Nordsjælland.   Arrenæs har en smuk og varieret natur med mange seværdigheder. Ved bunden af bugten mod vest ligger ruinen af det tidligere Dronningholm Slot fra Valdemarstiden.
Hvis man medregner de to statsskove – Sonnerup Skov og Auderød Skov hører  lidt under halvdelen af næssets samlede areal på 860 ha under staten.
De første områder  blev fredet i 1945, og mellem 1967 og 1976 begyndte staten at opkøbe arealer på Arrenæs,  i alt otte landejendomme på totalt 254 hektar, for at undgå at næsset blev bygget til med sommerhuse. Danmarks Naturfredningsforening foreslog i oktober 2020 at hele halvøen blev   fredet.